# Musikåret 1923

## Händelser
- 19 februari – Jean Sibelius sjätte symfoni uruppförs i Helsingfors av Helsingfors stadsorkester under ledning av tonsättaren.
- December – Svenska skivbolaget Skandia övertas av Odeon.[1]

### Okänt datum
- Tidningen Gramophone kommer ut med sitt första nummer. Tidningen ges fortfarande ut.
- Ett flertal kända jazzmusiker begår sin skivdebut detta år, däribland Louis Armstrong (med likaledes skivdebuterande King Olivers orkester), Jelly Roll Morton, Johnny Dodds, Sidney Bechet och Jimmie Noone.
- STIM bildas i Sverige.[2]
- Deutsche Grammophon börjar under namnet "Nordisk Polyphon" med inspelningar i Sverige.[3]

## Födda
- 5 januari – Sam Phillips, amerikansk skivproducent, grundare av Sun Records.
- 30 januari – Tosse Bark, svensk kompositör, musiker, sångare och skådespelare.
- 27 februari – Dexter Gordon,amerikansk jazzsaxofonist.
- 23 mars – Fritz Sjöström (död 1996), svensk konstnär, viskompositör och -sångare.
- 28 mars – Thad Jones, amerikansk jazztrumpetare och kompositör.
- 12 april – Ann Miller, amerikansk skådespelare, sångare och dansare.
- 12 maj – Rune Lindblad, svensk kompositör.
- 21 maj – Doris Akers, amerikansk gospelkompositör, musiker och sångerska.
- 28 maj – György Ligeti, ungersk tonsättare.
- 13 juni – Christian Bratt, svensk skådespelare och sångare.
- 15 juni – Erroll Garner, amerikansk jazzpianist.
- 15 juli – Cordell Jackson, amerikansk gitarrist och sångare.
- 20 augusti – Jim Reeves, amerikansk countrysångare.
- 31 augusti – Rolf Bolin, svensk regissör, manusförfattare, klippare och sångtextförfattare.
- 17 september – Hank Williams, amerikansk countrylegend.
- 3 oktober – Inger Jacobsen, norsk skådespelare och sångerska.
- 17 oktober – Barney Kessel, amerikansk jazzgitarrist.
- 23 oktober – Bengt Haslum, svensk sångtextförfattare, författare, översättare och programledare i radio.
- 7 november – Hasse Tellemar (född Andersson), svensk musiker och radioman.
- 24 november – Ingemar Pallin, svensk sångare, skådespelare och radioman.
- 2 december – Maria Callas, grekisk-amerikansk sopran.

## Avlidna
- 5 mars – Dora Pejačević, 37, kroatisk kompositör, pianist och violinist.
- 13 juli – Asger Hamerik, 80, dansk tonsättare.

## Årets singlar och hitlåtar
Vänligen sortera soloartister på efternamn, musikgrupper på förstabokstaven (utan engelskans "The" och "A")
- Gunnar Bobergs dansorkester - Vi har inga bananer (Yes! We Have No Bananas) [4]
- Den gula paviljongen (kompositör John Redland, text Emil Norlander)

## Årets sångböcker och psalmböcker
- Evert Taube – På kyss med Ellinor [5]

### Fotnoter
1. ↑  ”78:or & film”. http://78-varv.atspace.cc/skandia.htm. Läst 3 juni 2011.
2. ↑  ”Svenska Tonsättares Internationella Musikbyrå”. http://www.stim.se/sv/OM-STIM/. Läst 4 juni 2011.
3. ↑  ”78:or & film”. http://78-varv.atspace.cc/npa.htm. Läst 3 juni 2011.
4. ↑  ”Svensk mediedatabas”. http://smdb.kb.se/catalog/id/002028929. Läst 22 mars 2011.
5. ↑  ”Evert Taubes visböcker med innehåll”. http://www.abc.se/~m8169/taube/taubevis.html. Läst 23 mars 2011.